# イチェルデ
『イチェルデ』（トルコ語: İçerde）は、トルコのテレビドラマ。ショーTVで2016年9月19日から2017年6月19日まで放送された。